# Stolephorus holodon
Stolephorus holodon är en fiskart som först beskrevs av Boulenger, 1900.  Stolephorus holodon ingår i släktet Stolephorus och familjen Engraulidae. Inga underarter finns listade i Catalogue of Life.